# Contrast (segelbåt)
Contrast är tre  segelbåtstyper, Contrast 33, 345 och 36, som producerades mellan 1979 och 2004. Ursprungligen producerades båtarna av Contrastbåtar AB i Karlstad. Från 2002 såldes Contrast 33 och 345 av Pronavia Marine AB i Karlstad med tillverkning i Gdansk. 
- Contrast 33 är 9,85 meter lång, väger drygt fyra ton och har en genomgående mast med 7/8-dels rigg. Båttypen har ett lystal på 1,16.
- Contrast 36 är 11,00 meter lång, väger fem och ett halvt ton och har en cirka 16 meter hög genomgående mast[2] med 7/8-dels rigg. Båttypen har ett lystal på 1,20.